# Liste der Flughäfen in Nordmazedonien
Dies ist eine Liste der Flughäfen in Nordmazedonien, sortiert nach Orten und Arten.
| Ort                      | ICAO | IATA | DAFIF | Name des Flughafens              | Passagiere (2023) |
| ------------------------ | ---- | ---- | ----- | -------------------------------- | ----------------- |
|                          |      |      |       |                                  |                   |
| Internationale Flughäfen |      |      |       |                                  |                   |
| Ohrid                    | LWOH | OHD  |       | Flughafen „Apostel Paulus“ Ohrid | 265.800           |
| Skopje                   | LWSK | SKP  |       | Flughafen Skopje                 | 2.883.474         |
| Inlandsflughafen         |      |      |       |                                  |                   |
| Bitola                   |      |      | LW74  | Flughafen Logovardi              |                   |
| Brazda                   |      |      | LW75  | Flughafen Brazda                 |                   |
| Dolneni                  |      |      | LW69  | Flughafen Dolneni                |                   |
| Kumanovo                 |      |      | LW67  | Flughafen Kumanovo               |                   |
| Mavrovica                |      |      | LW76  | Flughafen Mavrovica              |                   |
| Negotino                 |      |      | LW72  | Flughafen Negotino               |                   |
| Prilep                   |      |      | LW66  | Flughafen Prilep                 |                   |
| Srpci                    |      |      | LW68  | Flughafen Srpci                  |                   |
| Sveti Nikole             |      |      | LW71  | Flughafen Sveti Nikole           |                   |
| Veles                    |      |      | LW70  | Flughafen Veles                  |                   |
| Štip                     |      |      | LW73  | Flughafen Štip                   |                   |